# Всемирный день гуманитарной помощи
Всемирный день гуманитарной помощи (на других официальных языках ООН: англ. World Humanitarian Day, араб. اليوم العالمي للعمل الإنساني, ‎исп. Dia Mundial de la Asistencia Humanitaria, кит. 世界人道主义日, фр. la Journee mondiale de l’aide humanitaire
) провозглашён Генеральной Ассамблеей ООН 11 декабря 2008 года (Резолюция A/RES/63/139). Отмечается 19 августа. В этот день в 2003 году в результате взрыва в штаб-квартире ООН в Багдаде погибло 22 человека, в числе которых оказался и видный деятель ООН Сержиу Виейра ди Меллу.

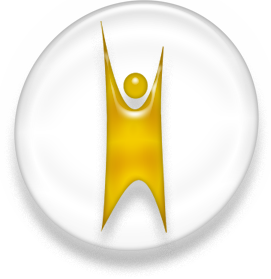

Как сказано в резолюции Генеральной ассамблеи, Всемирный день гуманитарной помощи призван содействовать 
|  | повышению информированности общественности о деятельности по оказанию гуманитарной помощи во всём мире и о важности международного сотрудничества в этой связи, а также для того, чтобы воздать должное всему гуманитарному персоналу, включая персонал Организации Объединенных Наций и связанный с ним персонал, который содействовал воплощению в жизнь гуманитарных идеалов, и тем, кто отдал свою жизнь при исполнении своего долга… |

В своём послании по случаю провозглашения Всемирного дня гуманитарной помощи Генеральный секретарь ООН отметил, что этот день «призван напомнить о живущих в нужде людях и о необходимости обеспечить, чтобы они получали помощь, которой заслуживают».
Первый Всемирный день гуманитарной помощи, отмеченный в 2009 году, был посвящён памяти людей, погибших при спасении других.

## Ежегодные темы (девизы)
- 2009 год — Первое празднование Всемирного дня гуманитарной помощи
- 2010 год — второй праздник
- 2011 год — "Помогать друг другу"
- 2012 год — "Я был здесь"
- 2013 год — «Миру нужно больше…»
- 2014 год — «Миру нужно больше…»
- 2015 год — Вдохновляя мировое человечество»
- 2016 год — «Единое человечество»
- 2017 год — «Гражданское население не является целью»
- 2018 год — «Гражданские лица #NotAMilitaryTarget»
- 2019 год — «Женщины в гуманитарной помощи #гуманитарные работники»
- 2020 год — «Герои реальной жизни»
- 2021 год — «Гонка за человечество»